# Кобелячковский сельский совет (Кременчугский район)
Кобелячковский сельский совет (укр. Кобелячківська сільська рада) — входит в состав
Кременчугского района
Полтавской области
Украины.
Административный центр сельского совета находится в 
с. Кобелячек.

## Населённые пункты совета
- с. Кобелячек
- с. Малики